# Мариновка
Мариновка (на украински: Маринівка, на руски: Мариновка) е село в Украйна, разположено в Приморски район, Запорожка област. През 2001 година населението на селото е 725 души.

## География
Село Мариновка се намира по брега на река Лозоватка, по горното и течение на 3 км от него се намира село Вячеславка, а по долното и течение на 1.5 км се намира село Новоалексеевка.